# 成人教育

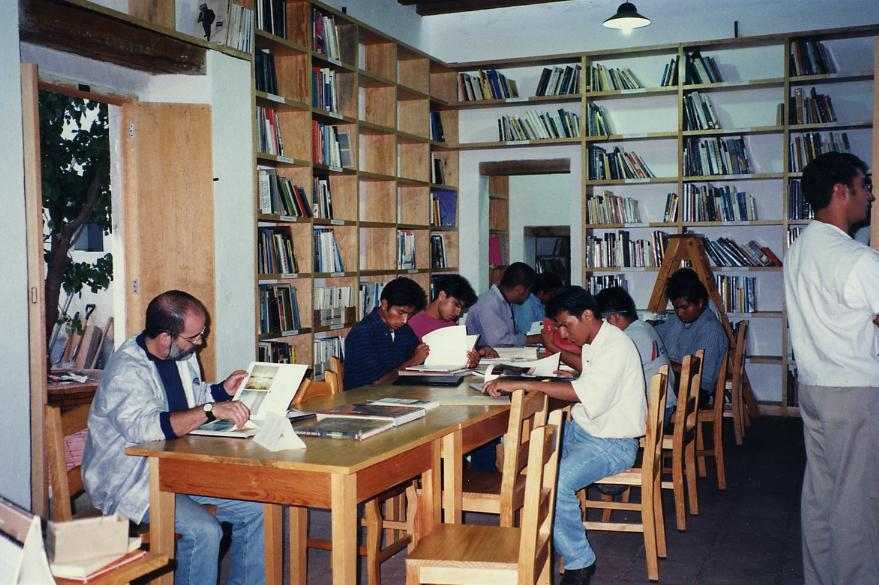
図書館はしばしば成人の自己学習にとって格好の学習リソースである

成人教育（せいじんきょういく、英:adult education）は、成人が新たな知識・技能・態度・価値観を獲得するために、体系的かつ持続的な学習活動に従事する実践を指す。これは、成人が取り組むあらゆる学習形態を含み、基礎的識字から生涯学習者としての個人的充足に至るまで、幅広い目的を持つ。
成人教育は、成人が学ぶことができ、かつ学ぶ意思を持つこと、自己の学習についての責任を持つこと、自己の必要に応じて学ぶことなど、児童教育と比べて固有の教育哲学を持つ。
成人教育は個人の生活に合わせて多様な方法・文脈で行われ、各人の学習の必要や欲求・機会・手法の他、人口動態・グローバル化・科学技術の影響を受ける。下記の三つに分類される。
- フォーマル教育— 教育・訓練機関で行われる体系化された教育。定められたカリキュラムと修了証や資格などの認証を伴う。
- ノンフォーマル教育— 教育機関等によって行われる、体系化されるが資格付与を伴わない教育。職場や市民団体の活動を通じて提供されることがある。
- インフォーマル教育— 仕事・家庭・地域・余暇活動などの日常で行われる教育（地域のパン作り教室など）。[6][7]

世界銀行は2019年版「世界開発報告」の中で、成人学習が将来の仕事の在り方に適合するよう労働者のスキルを再調整するための重要な手段であると論じ、その有効性を高める方策を提案している。

## 特徴
成人教育は、子供を対象とする教育とはいくつかの点で異なる。成人はこれまでに蓄積してきた知識や職務経験を有しており、それが学習経験を豊かにしうるからである。成人教育の多くは任意参加であるため、職場で参加を義務づけられる場合を除き、受講者は一般に自己動機づけが高い。また、子ども向けの伝統的な学校教育と区別するために、成人教育はアンドラゴジーと呼ばれる。子供と比較すると、成人はより自律的であると見なされる。
学習者が学習の基盤となる知識と人生経験を有している成人教育では、学習者が学習対象の情報を必要としており、学習内容そのものというより、現実の問題が中心になって学習の内発的動機を有することが多い。

## 目的
成人教育の第一の目的は、社会的正義および教育への平等なアクセスの実現のため、社会の貧困層や、様々な理由で教育へのアクセスを失った人々に第二の機会を提供することである。したがって、成人教育はしばしば政府の社会政策として実施される。継続教育は、成人が資格を維持し、職務上の要件を満たし、自身の分野における新たな進展を常に把握するのを助ける。成人教育の目的は、職業・社会・趣味・自己成長など多様であり、成人学習者が個人的なニーズを満たし、職業上の目標を達成できるよう支援することなども含まれる。
経済の発展と社会の進歩に伴い、人間に求められる資質の水準は引き上げられてきた。1960年代には生涯学習の理念が提唱され、現代に繋がる教育観の変化をもたらした。成人教育の究極的な目標は、人間的充実や制度や組織の要求水準の充足、組織運営の効率や生産性の向上、市民の社会変化への適応と社会秩序の維持による社会の成長などが考えられる。
成人教育のなかで急速に成長している分野の一つが、英語以外の言語を話す人々のための英語教育であり、第二言語としての英語（ESL）や英語学習者（ELL）とも呼ばれる。これらの講座は、移民が英語を習得するのを支援するだけでなく、米国の文化、さらにはカナダ、オーストラリア、ニュージーランドなど他の英語圏諸国の文化への適応プロセスを助けるうえでも重要である。

## 理論

### リンデマンの理論
エデュアード・C・リンデマンは、成人教育を体系的に論じた最初の専門家であった。彼の教育理論において、教育は生涯にわたるプロセスとみなされる。彼は、社会と環境の不断の発展・変化が知識と情報を絶えず伝達・補完・更新し続け、結果として人々は外界の変化に適応するために常に学び続けることが要求されると考えた。同時に彼は、人々はただ仕事や生存のために学習するのでなく、自らを豊かにするために学習するべきであり、成人教育が人々を刺激し、人生を変えるのだと強く主張し、成人教育は仕事の効率を高めるためだけでなく、人生の幸せを見つけるためにあるべきだと主張した。
リンデマンは、成人学習者にとって最も価値ある資源は学習者自身の経験であり、成人教育の目的はあらゆる種類の経験に意味を与えることにあって、経験は成人学習者の自律的な学びと認知能力を高めると考えた。
彼はまた、成人教育は社会を改善するための重要な手段であると信じていた。成人教育の基本的機能は成人学習者の心身の発達を促進することにあり、成人教育は社会活動家にとって強力な道具であって、成人教育を通じて成人の行動規範や文化的知識が向上していくことで、徐々に社会の空気や秩序が改善されていくのだと考えた。

### アンドラゴジー
アンドラゴジーの理論は、学習者としての成人の特性理解に始まり、それらが成人の最適な学び方にどう影響するかを扱う。教材選定や指導設計において指導者がアンドラゴジーの理論に従う場合、学習者の進歩がより速く、目標達成の成功率も高い。
1970年代にマルコム・ノウルズはアンドラゴジーを成人学習の中核理論として導入し、「成人学習を助ける技法と科学」と定義した。ノウルズのアンドラゴジー理論は、成人が自らの経験を活用することで学習を拡大することを支援する。成人の学習への意欲は学習内容の人生との関連性に左右され、拡がり続ける経験こそ成人の学習資源であると考えた。
アンドラゴジーは、成人学習者について次の6つの主要な仮定を提示する。
1. 人は成熟するにつれて、自己概念が依存から自律へと移行する。
2. 成人は、これまでの家庭・仕事・教育を通じて豊かな経験を蓄積している。
3. 成人の学習意欲は社会的役割に伴う発達課題と密接に結びついている。
4. 成人学習者は、実用的な知識を好む。
5. 成人学習者の動機は内発的動機が主である。
6. 成人は、なぜそれを学ぶ必要があるのかを理解する必要がある。[12]

ノウルズは、成人向けの指導設計や支援設計の際はこれらの特性を踏まえるべきだと考えた。また、彼は独学のモデルも提案した。ノウルズの見解では、独学とは、個人が自らの学習ニーズを能動的に診断し、学習目標を設定し、適切な学習方法を選択して実行し、その結果を評価するというプロセスである。この学習モデルは、学習者が自らの学びに主体的に関与することを中心に据えている。

## 困難さと動機付け要因
成人は、学習と両立させなければならない多くの責任を抱えている。こうした責任のために、成人の学習や教育にはさまざまな障壁が存在する。これらの障壁は、制度的、状況的、心理的の三つに分類できる。
状況的障壁には、仕事と家庭の両立困難、高額の教育費、交通手段の問題などが含まれる。心理的障壁には、自信の欠如・恥ずかしさ・失敗への恐怖などがある。制度的障壁には、入学手続き・入学要件・経済支援要件などの他、奨学金、事務室（en:Bursar）、勉強相談などに夜間・週末窓口がないことも制度的障壁に含まれる。夜間・週末の窓口がないことは、在籍継続や学業に必要な情報を学生が得ることを妨げる。遠隔学習やオンライン学習は、こうした障壁を生み出す成人教育上の問題の一部に対処するうえでも有効である。
また、成人学習者の動機と障壁を理解することは、受講率と在籍継続率を高めうる。成人学習者は、学んでいる内容が自らの職業的・個人的経験にどのように応用されるかを明確に見いだせるとき、授業場面での動機づけが高まることが示されている。教員が学習者の特性を把握すれば、各人の強みとニーズの双方に応える授業を設計できる。高い動機づけと自信、肯定的な自尊感情をもつ成人は、生涯学習者へと成長しやすい。
急速に発展する国々では、成人の教育水準が若者に大きく劣り、企業や社会の要件に合致しなくなっている場合がある。これは、成人向け教育・訓練に大きな潜在需要があることを示唆する。この需要には、柔軟な教育制度、非公式の学習成果の認定、教育機会が乏しかった成人への学習支援などで応えていくことが必要である。

## 成人教育に参加しない成人の特徴
先行研究の知見は、成人は年齢が上がるほど成人教育への参加可能性が低くなることを示している。23の経済協力開発機構（OECD）諸国で16〜65歳の成人を調査した国際成人リテラシー調査（IALS）は、高年齢層の成人教育参加率が若年層より低いことを明らかにした。とりわけ、16〜25歳の成人は、56〜65歳の高年齢成人と比べ、平均して成人教育に参加する可能性が約3倍高かった。
欧州連合加盟国における15〜65歳の成人の国民代表サンプルを対象としたユーロバロメーター調査（en:Eurobarometer）でも、若年年齢群（15〜24歳、25〜39歳、40〜54歳）が55歳以上の年齢群より成人教育に参加しやすいことが示された。さらに同調査は、参加率が若年層から高年齢層へと年代が上がるにつれて低下することを示している。欧州各国の参加率は、15〜24歳で59%、25〜39歳で38%へ低下し、40〜54歳では31%まで下がり、55歳以上では17%であった。高年齢者の参加が低下する主因は、広報や支援の不足に関係している。人が高齢になるにつれて、成人教育プログラムの広報に触れる機会や、支援を受ける機会が減少するためである。
多くのOECD諸国および欧州諸国では、雇用主は、より高い教育水準と技能を備えた労働者が企業の発展にとって重要だと考え、従業員の成人教育プログラムへの参加をしばしば支援している。しかし高齢になると、年功・学習能力・業績の低下から、雇用主から成人教育への支援を得られなくなる。雇用主からの支援が得られず、費用も参加の障壁となり、成人教育プログラムに参加したくても参加できない場合がある。さらに、動機づけの不足や学習機会の不可用性も、高齢者の参加率が低い追加的な理由になりうる。
成人教育への参加を性別の観点からみると、先行研究の結果は必ずしも一貫していない。国際成人リテラシー調査（IALS）によれば、男女間で成人教育への参加に有意な差は認められない。ただし平均参加率は男性のほうがわずかに高く、男性38.7%、女性37.9%であった。ユーロバロメーター調査でも同様の結果が示され、平均参加率は男性35%、女性30%であった。女性の参加率が低い主因としては、家庭責任の負担や経済的支援の不足が挙げられる。しかし米国では逆の傾向も観察される。2001年の全国家庭教育調査（NCES）に基づく研究では、差は大きくないものの、米国では女性のほうが男性より成人教育に参加しやすいことが示され、参加率は女性49%、男性43%であった。
学歴は、成人教育への参加を予測するうえで最も重要な要因であるとされている。一般に、学歴の高い人ほど成人教育プログラムへの参加が多いことが知られている。
国際成人リテラシー調査は、学歴と成人教育参加との間に明確な関係があることを示した。OECD諸国のデータでは、教育背景の低い人々は参加しにくいことがわかる。具体的には、大学・短大等の高等教育を修了した成人の参加率は57.6%である一方、高校を修了していない成人では15.5%であった。
ユーロバロメーター調査でも、低学歴層の87%が非参加群に属することが示された。低学歴層の低参加・不参加の理由は、個人と雇用主の双方の観点から説明できる。個人側では、主として過去の望ましくない教育経験に由来する学習に対する自信の低さが大きな障壁となりうる。その他、成人教育の必要性に無自覚、あるいは必要性を感じないことが考えられる。雇用主には明白に高学歴層の成人教育を支援する傾向があり、これは低学歴層より高学歴層の方が教育しやすいからである。低学歴層は雇用主からの支援を得られず、成人教育への参加率が低くなるのである。
最後に、良い社会経済状況の出自をもつ成人は、成人教育プログラムに参加する傾向が強い。OECDのデータは、親の教育水準が高いほど成人教育への参加率が高くなることを示している。
以上の知見をまとめると、若年で、教育水準が高く、職業上の地位が高い人びとは、あらゆる形態の教育・訓練に参加しやすい。これに対し、典型的な非参加者は、高齢、低学歴、そして貧しい社会経済状況の出自をもつ傾向がある。さらに、低技能者、失業者、移民、言語的少数者、農村居住者は、成人教育プログラムへの参加可能性が低い。

## 成人教育への参加を妨げる要素
阻害要因とは、成人が教育や学習への参加に否定的に反応する理由を説明する特性を指す。成人が直面する阻害要因は多面的で、外的要因と内的要因の双方を含む。しかし、費用と時間は最も頻繁に報告される阻害要因であり続けている。アメリカ国立教育統計センター（NCES）の研究、国際成人リテラシー調査（IALS）、ユーロバロメーターなど、参加の障壁に関する国・国際規模の大規模調査は、時間と費用が成人にとって主要な阻害要因であることを示している。さらに、さまざまな成人集団を対象としたいくつかの実証研究でも、時間と費用が最も多く挙げられる阻害要因であることが確認されている。
費用にはプログラムの授業料とともに、衣服・食費・交通費、その他の学校関連費用（教科書や文房具）といった学習のための追加支出が含まれる。一般に、低学歴・低技能・失業中の成人は成人教育に参加しにくいことが知られている。失業者にとって費用が参加を妨げるのは明らかであり、また学歴や技能を欠く人々は低賃金で働かざるをえない。この意味で、費用は最も影響力の大きい阻害要因となりうる。就業している成人であっても、自己負担で講座に投資したがらない傾向が見られるが、雇用主が経済的に支援すれば受講する場合がある。
時間の障壁については、前述の研究に参加した多くの成人が、時間不足のため成人教育に参加できなかったと報告している。日常生活が忙しいと述べる傾向があり、費用と時間以外では、家庭および仕事が、最も一般的に挙げられる阻害要因である。前述の大規模調査や実証研究は、家庭・仕事が費用・時間に次ぐ阻害要因として報告される傾向を示している。ただしマルセラ・ミラーナは、過重な業務量や家庭責任は時間の障壁と関連づけて理解すべきであり、そうでなければ「時間の障壁」という概念自体が曖昧になると指摘する。成人は仕事や家庭で忙しいため、学ぶ時間がないと感じる。したがって、時間の障壁は家庭および仕事上の責務と併せて考慮すべきである。
上記の阻害要因に続いて、もう一つ頻繁に報告されるのは、訓練や学習活動の内容が無関連であったり不十分であったりする点である。言い換えれば、成人教育のプログラムは成人学習者のニーズに常に適合しているわけではない。したがって、教育計画担当者はこのことを認識することが重要である。
個人の内的な問題に関連する阻害要因は、報告率が最も低い傾向がある。たとえば、国際成人リテラシー調査（IALS） は、最も低い割合で挙げられた阻害要因が自信の欠如であったことを示している。また、ユーロバロメーター調査は、「学ぶには年を取りすぎている」という成人の認識が、最も重要度の低い阻害要因であることを示した。
さらに、知覚される阻害要因は社会集団によって異なる。ジョンストンとリベラは、高齢の成人は自信の低さや学ぶには遅すぎるといった心理的障壁により多く直面することを見いだした。また、若年者や女性は、費用や育児などの状況的障壁をより多く経験していた。低学歴層では、学習能力に関する自信の低さが主要な阻害要因となりうる。

## 成人教育の利益
成人教育には、個人の健康やウェルビーイングの向上からより良い社会的包摂まで、多くの利点がある。健全な民主主義や、雇用機会の拡大ももたらす。成人教育が経済に対して肯定的な影響をもつことも示されている。
成人教育は、個人の成長・目標達成・社会的交流の機会を提供する。高齢の成人学習者への半構造化インタビューを用いたクリス・マカリスターの研究は、高齢学習者の間に精神の活発さを維持するために他者と関わり家から出ようとする動機が存在することを示した。研究者たちは、高齢者の成人教育における社会的側面を記録してきた。
友人関係は、成人学習の重要な一面として認識されている。教室は成人学習者の社会関係の一部であり、近年の研究では、成人同士で築かれる友人関係が、彼らの社会的構造全体に及ぼす強い影響が示されている。
社会関係と社会的支援の形成は、成人学習者の主要な動機づけの一つである。「成人教育と健康」という書籍の編者であるレオナ・イングリッシュは、成人教育の一部として健康教育を組み込むことが、より健康的なコミュニティづくりにつながると主張している。
日本の成人教育プログラムを調査した野島正也は、趣味や非常に特定のレクリエーション活動に焦点を当てた講座が、群を抜いて人気であることを見いだし、参加者がこの種の活動を活用できるようにするには、より多くの時間・資金・資源が必要だと指摘した。アレクサンドラ・ウィスナルは、英国各地で後期生涯学習の影響を調査した。結果は同様で、人生の後期における教育は、これらの高齢の成人に社会的交流の機会を提供していた。さらに、成人教育が経済に長期的な影響を及ぼし、職場での学習とイノベーションのあいだに相関があると主張する専門家もいる。
近年、万人に対する包摂的で公正な教育を強調する幅広い教育政策の中で、成人教育はその認知と重要性を高めている。しかし、職業技能に狭く焦点を当てる潮流へとシフトし、成人教育が持つ変革的ポテンシャルが損なわれつつある。将来を見据えるなら、成人学習は労働市場の需要に応えるだけでなく、キャリア転換やリスキリングを教育改革と結びつける必要がある。生涯学習は、社会の変化に反応する変革的なものとして再概念化されるべきだと考え、
さらに、脆弱な立場にある集団の参加と包摂、インフォーマル学習の正当な評価、デジタルな参加手段を受け入れ、市民の科学的知識を高めて誤情報の氾濫に立ち向かうことが大変重要である。成人教育こそ、人々の能力を高め、責任感を涵養し、科学技術や社会の変化を理解し、公正で持続可能な世界を構築し、世代を超えた連帯を樹立する切り札なのであるとする専門家もいる。